# ホストアドレス
ホストアドレス（Host address）またはIPアドレスのホスト部は、コンピュータネットワーク上のホストを識別するために使用するアドレスの一部である。
対義語として、ネットワークアドレス（Network address）またはネットワークIDは、ネットワーク自体を指すアドレスの一部である。
例:
ローカルネットワークのアドレス「192.168.1.0 /30 」
（CIDRを使用し、サブネットに分割している。サブネットマスク：255.255.255.252）
ネットワークIDは、最初の30ビットである。（太字部分）
ホスト部は、最後の2ビットである。
ホスト部の2ビットを変更することで、次のIPアドレスを作成できる。
```
11000000.10101000.00000001.000000
 00 (192.168.1.0, 
ネットワークアドレス
)

11000000.10101000.00000001.000000
 01 (192.168.1.1, サブネット内で最初に利用可能なアドレス)

11000000.10101000.00000001.000000
 10 (192.168.1.2, サブネット内で最後に利用可能なアドレス)

11000000.10101000.00000001.000000
 11 (192.168.1.3, サブネット内の
ブロードキャストアドレス
)
```